# سرعسكر
السرعسكر (بالتركية: Serasker)‏ هو لقب كان يستخدم في الدولة العثمانية للوزير المكلف في نظر شؤون الجيش وقيادته، وقد ظل هذا الاسم مستخدما خلال الفترة ما بين 1826م حتى 1908م حيث تم استبداله باسم «ناظر الحربية»، وكلمة سرعكسر مؤلفة من كلمة «سر» والتي تعني رئيس وكلمة «عسكر» والتي تعني جند والكلمة ككل تعني باللغة التركية «رئيس الجند».

## الاسم

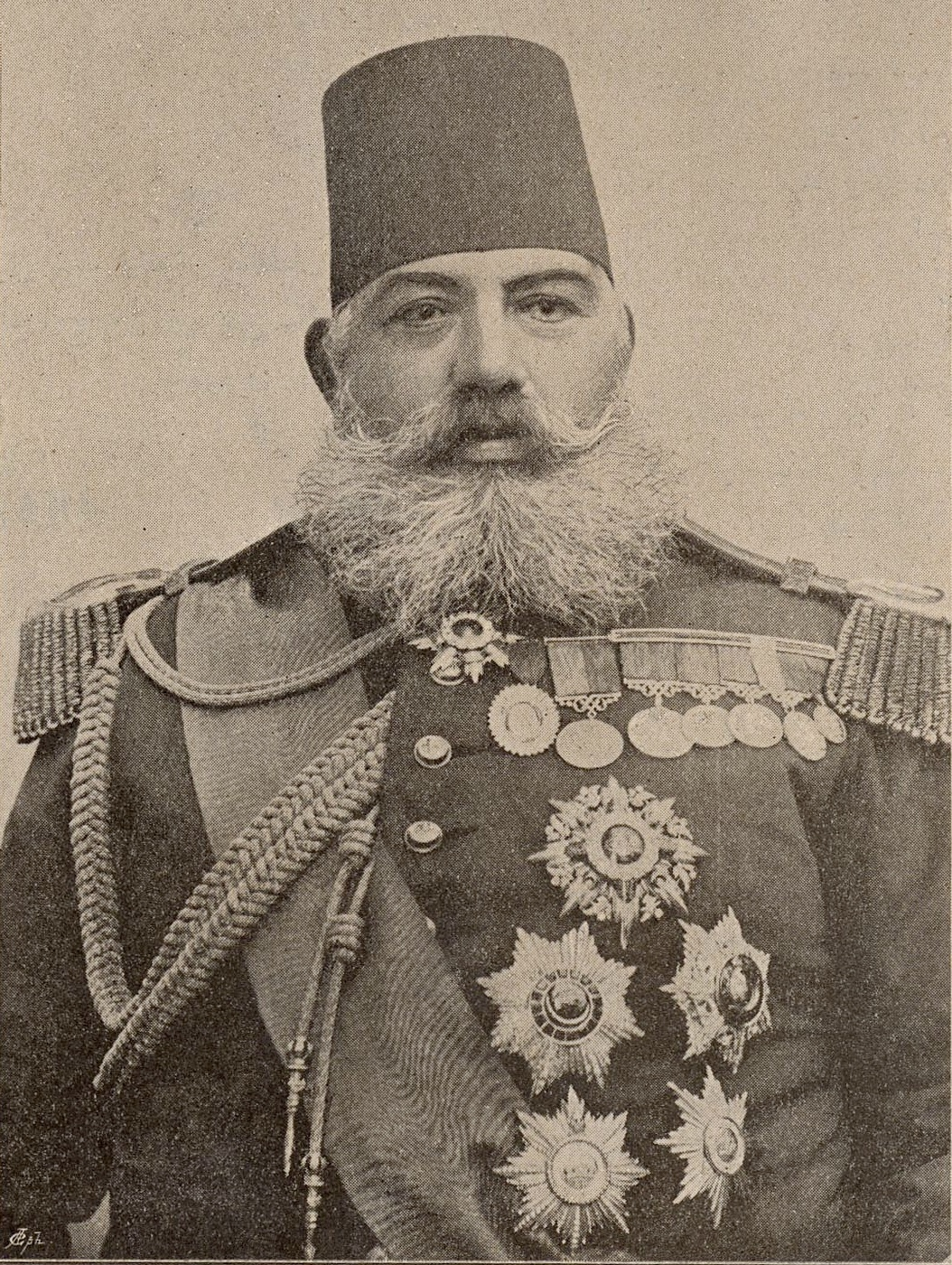
محمد رضا باشا، آخر سرعسكر في الدولة العثمانية.

كلمة "سرعسكر" مكونة من جمع الكلمة الفارسية "سر" والتي تعني "رأس" والكلمة العربية "جندي"، وتعني "رئيس الجنود، أو: القائد العسكري".
|  |  |

## قائمة السرعسكر
1. آغا حسين باشا (1826-1827)
2. خسرو محمد باشا (1827-1836)
3. داماد خليل رفعت باشا الكرجي (1836-1838)
4. داماد محمد سعيد باشا (1838-1839)
5. داماد خليل رفعت باشا الكرجي (1839-1840)
6. مصطفى نوري باشا (1840-1842)
7. حافظ محمد باشا الجركسي (1842-1843)
8. دربهور محمد رشيد باشا (1843)
9. حسن رضا باشا (1843-1845)
10. سليمان رفعت باشا (1845-1846)
11. خسرو محمد باشا (1846-1847)
12. داماد محمد سعيد باشا (1847-1848)
13. حسن رضا باشا (1848-1849)
14. داماد محمد علي باشا (1849-1851)
15. المترجم محمد رشدي باشا (1851-1853)
16. داماد محمد علي باشا (1853-1854)
17. حسن رضا باشا (1854-1855)
18. محمد رشدي باشاالمترجم (1855)
19. حسن رضا باشا (1855-1857)
20. محمد كامل باشا المهندس (1857)
21. محمد رشدي باشا المترجم (1857)
22. حسن رضا باشا (1857-1861)
23. محمد نامق باشا (1861)
24. محمد رشدي باشا المترجم (1861-1863)
25. محمد رشيد باشا (1863)
26. محمد فؤاد باشا (1863)
27. إبراهيم خليل باشا (1863)
28. حسين عوني باشا (1863-1866)
29. عبد الكريم نادر باشا (1866)
30. حسن رضا باشا (1866-1867)
31. محمد رشدي باشا المترجم (1867-1869)
32. محمد نامق باشا (1869)
33. حسين عوني باشا (1869-1871)
34. أحمد إسعاد باشا (1871-1872)
35. عبد الكريم نادر باشا (1872)
36. مصطفى صادق باشا الفوسفوري  (1872)
37. محمد ياور باشا (1872)
38. أحمد إسعاد باشا (1872-1873)
39. حسين عوني باشا (1873-1874)
40. عبد الكريم نادر باشا (1874-1875)
41. علي صائب باشا (1875)
42. حسين عوني باشا (1875)
43. حسن رضا باشا (1875-1876)
44. درويش إبراهيم باشا (1876)
45. جيربانلي عبد الكريم نادر باشا (1876)
46. حسين عوني باشا (1876)
47. عبد الكريم نادر باشا (1876)
48. محمد رديف باشا (1876-1877)
49. محمود جلال الدين باشا (1877)
50. محمد رؤوف باشا (1877-1878)
51. محمد عزت باشا الإستانبولي (1878)
52. محمود جلال الدين باشا (1878)
53. غازي عثمان نوري باشا (1878-1880)
54. حسين حسنو باشا (1880)
55. غازي عثمان نوري باشا (1880-1881)
56. حسين حسنو باشا (1881)
57. غازي عثمان نوري باشا (1881-1885)
58. علي صائب باشا (1885-1891)
59. غازي عثمان نوري باشا (1891)
60. محمد رضا باشا (1891-1908)